# Peter Pelikan
Peter Pelikan, född 29 oktober 1941 i St. Pölten, är en österrikisk arkitekt, mest känd för sitt samarbete med konstnärer intresserade av byggnaders utformning.

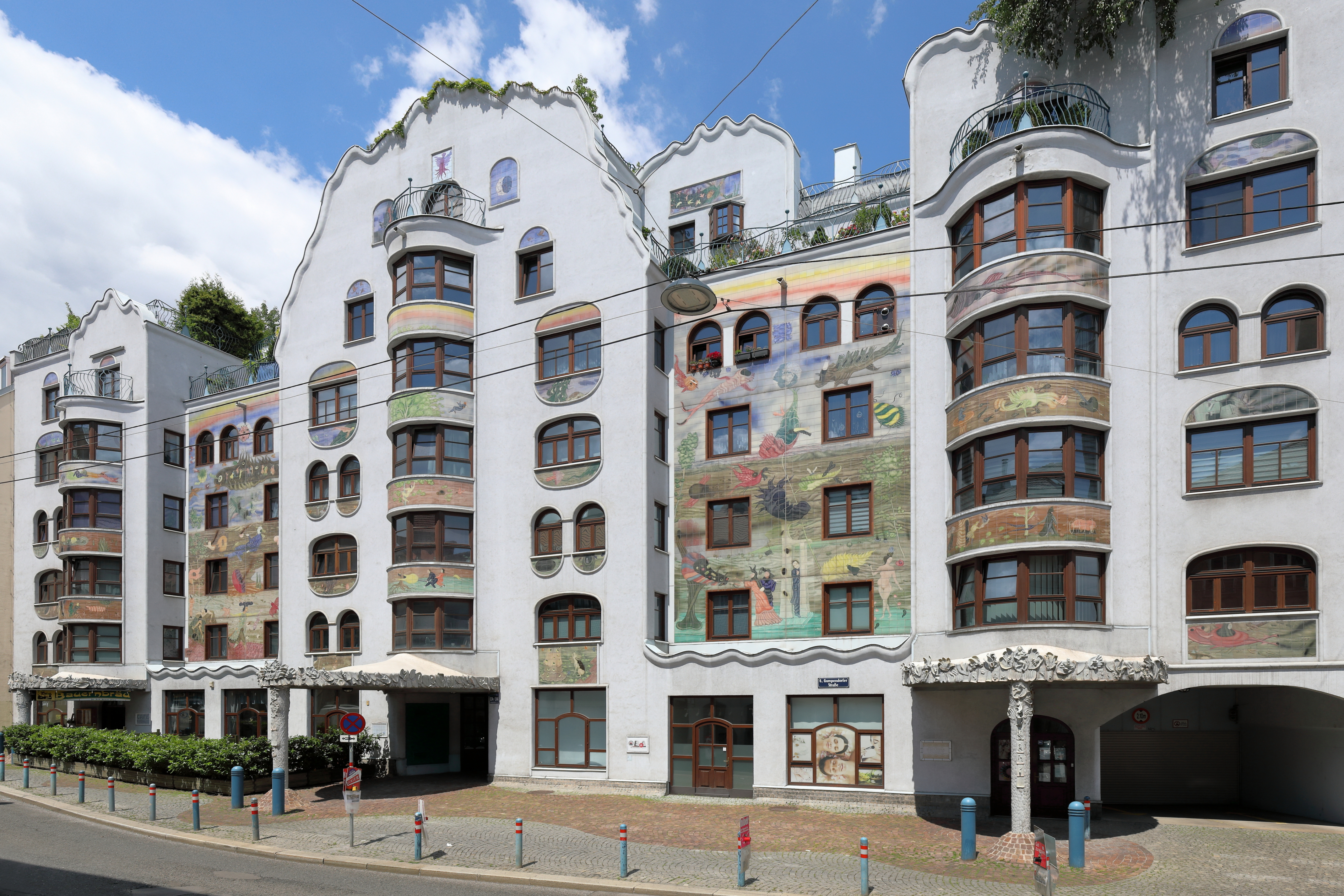
Arik Brauer Haus i Wien, projekterat av Peter Pelikan 1991-94.

## Utbildning och arbeten
Pelikan studerade arkitektur vid Technische Hochschule (Tekniska högskolan ), nuvarande Technische Universität Wien, och avslutade med en högskoleingenjörsexamen på 1960-talet. 1972 började han verka inom stadsplaneringen i Wien. Från 1980 och framåt ägnade sig Pelikan åt det byggnadstekniska förverkligandet av Friedensreich Hundertwassers projekt, men även åt andra okonventionella byggplaner.
Till de förverkligade projekten med Hundertwasser hör bland annat Hundertwasserhaus (1983-85), Kunsthaus Wien (1989–91), kurortshotellet Rogner Bad Blumau (1990–97), omformandet av motorvägsrestaurant Bad Fischau-Brunn (1989–90) och i Tyskland Hundertwasser-huset i Bad Soden am Taunus (1990-93), daghemmet Heddernheim i Frankfurt am Main (1988-95) liksom Gröna citadellet i Magdeburg (2004-05, ihop med Heinz M. Springmann). Pelikans lojala och inkännande samarbete med Hundertwasser vilade på en idémässig samstämmighet, men renderade honom det hånfullt menade epitetet Fünfzigwasser.
Pelikan har emellertid även arbetat åt andra konstnärer med en neodekorativ, "antirationalistisk" arkitektursyn, som till exempel Arik Brauer eller Gottfried Kumpf. Han har också ansvarat för upprustandet av den siste smedens bostad och arbetsplats i Schönberg am Kamp, Niederösterreich, och omformat den till ett kultur- och turistcentrum.